# Albazinieni
Albazinienii (în limbile rusă: албазинцы, chineză simplificată: 阿尔巴津人) sunt membrii unui grup de chinezi cu strămoși ruși. În China există aproximativ 250 de albazinieni, care sunt descendenții a 50 de cazaci din Albazin. Împăratul Kangxi i-a strămutat pe acești cazaci la periferia Beijingului în 1685. Albazin a fost un fort fondat de Erofei Habarov în 1651. fortul Albazin a fost luat cu asalt de Imperiului Qing în 1685. Majoritatea locuitorilor Albazinului au fost de acord să se evacueze împreună cu familiile lor la Nercinsk, dar un număr de cazaci tineri s-au alăturat armatei manciuriene și s-au mutat la Beijing.
Strămutarea în China a fost un proces puțin cunoscut. Se presupune că, până să ajungă în capitala imperială, albazinienii au întâlnit descendenții a 33 de cazaci, căzuți prizonieri în 1667, și pe alți câțiva cazaci care se mutaseră în Beijing prin 1649. Aceștia din urmă ar fi fost membrii ai parohiei catolice a „Imaculatei Concepții” din centrul capitalei chineze. Veridicitatea tradiției orale cu privire la cazacii din China de dinainte de venirea albazinienilor este subiect de discuții. 
Albazinienii au format un contingent separat de gardă imperială. Primul comandant al gărzii a fost Anani Uruslanov, sau Ulangeri, un tătar aflat în slujba chinezilor. Numele de familie rusești precum Iakovlev, Dubinin și Romanov au fost transformate de chinezi în Yao (姚), Du (杜) și Lo (罗). Cazacii au primit permisiunea să se căsătorească cu văduvele unor criminali chinezi executați. Comunitatea cazacilor albazinieni a fost păstorită la început de preotul Maxim Leontiev, care a ținut slujbele într-un templu lamaist părăsit. 
Deși descendenții acestor cazaci s-au căsătorit cu chinezoaice și au uitat limba rusă, Biserica Ortodoxă Rusă a trimis începând din 1713 în mod regulat preoți la Beijing. Albazinienii au format nucleul Bisericii Ortodoxe Chineze. În 1831, preotul-călugăr Hiacint Biciurin păstorea în Beijing 94 de albazinieni. Călătorii ruși au sesizat că albazinienii, în afară de credința ortodoxă, erau asimilați complet de societatea chineză, ei pierzându-și trăsăturile europene. Spre sfârșitul secolului al XIX-lea, numărul albazinienilor era estimat la aproximativ 1.000 de persoane. 
Creștinii și europenii din China au devenit victime ale Răscoalei boxerilor. Biserica Ortodoxă Rusă afirmă că pe 11 iunie 1900, 222 de chinezi ortodocși au fost martirizați, în frunte cu preotul lor, părintele Mitrofan. Acesta din urmă a fost canonizat, devenind mucenic al bisericii ruse. Biserica ridicată pe locul martiriului celor 222 de ortodocși a fost distrus în 1956, ca urmare a cererii ambasadorului sovietic din acea vreme. 
În timpul Revoluției Culturale, mai mulți albazinieni au emigrat în Uniunea Sovietică, dar cei mai mulți dintre ei au rămas să locuiască în China, în Beijing și Tianjin.